# Vladislav Voříšek
Vladislav Voříšek (* 18. ledna 1935) je bývalý český silniční motocyklový závodník.

## Závodní kariéra
V místrovství Československa startoval v letech 1966-1971. V celkové klasifikaci skončil nejlépe na druhém místě ve třídě do 125 cm³ v roce 1970. Vyhrál 3 závody mistrovství republiky.

## Umístění
- Mistrovství Československa silničních motocyklů
  - 1966 do 175 cm³ - 18. místo
  - 1967 do 175 cm³ - 5. místo
  - 1968 do 125 cm³ - 6. místo
  - 1969 do 125 cm³ - 19. místo
  - 1970 do 125 cm³ - 2. místo
  - 1971 do 125 cm³ - 4. místo